# Dolichopeza variitibiata
Dolichopeza variitibiata är en tvåvingeart som beskrevs av Alexander 1967. Dolichopeza variitibiata ingår i släktet Dolichopeza och familjen storharkrankar. Inga underarter finns listade i Catalogue of Life.